# Юлиания
Света Юлиания е християнска мъченица, живяла през III век във Витиния (Мала Азия).
Според нейно житие тя била дъщеря на знатни и богати родители езичници и била сгодена за момък на име Елевсий, който също бил езичник от знатен род. Отказала обаче да се омъжи за него, тъй като била християнка и не искала да свърже живота си с идолопоклонник. Елевсий се опитал да я убеди да се отрече от вярата си, но молбите му били безуспешни.
Когато научил за случилото се, бащата на Юлиания се отнесъл към нея с голяма жестокост и след като безпощадно я бил, я дал да я съди Елевсий, който по онова време бил управител. По негово нареждане Юлиания била подложена на многобройни мъчения, но не се отрекла от вярата си. Мнозина (според житието – 630 души) от свидетелите на изтезанията също приели християнството, впечатлени от духовната сила на Юлиания, която оставала непреклонна пред своите мъчители. Всички те били посечени с меч. Накрая самата Юлиания също била обезглавена.
Това станало около 290 г.
Св. Юлиания се почита от църквата на 21 декември.